# Varaždinska građanska garda
Varaždinska građanska garda, popularno znana kao "Purgari", povijesna je građanska postrojba koja je svoj prvi poznati status, pod nazivom "Cesarska i kraljevska poveljna građanska četa", dobila još 1750. godine od austrougarske carice i kraljice Marije Terezije. Uvrštenjem u gradski statut carica je potvrdila postrojbu naoružanih varaždinskih obrtnika, trgovaca i ljudi ostalih profesija s pravom građanstva, te joj propisala status i obaveze. Stoga se godine 1750. smatra godinom službenog utemeljenja Varaždinske građanske garde.
Aktivnosti Garde danas su uglavnom turističke i ceremonijalne naravi (npr. držanje straže subotom ispred Gradske vijećnice, za važnije gradske i županijske obljetnice i sl.)

### Odora garde
Odore Varaždinske građanske garde u današnjem obliku postoje od 1836. godine. Odora je pruskog kroja i kao takva je ostala nepromijenjena do današnjeg dana. Dvije posebnosti koje ističu odoru Varaždinske građanske garde su kapa i  "medvedova capa".
Unutar Varaždinske građanske gardepostojale su dvije jedinice, grenadiri i fiziliri. Razlike u odorama uočavale su se po kapi i po "remenima". Grenadirska kapa je bila visoka s upečatljivim simbolom granate na sredini, dok je fizilirska kapa bila niža s upečatljivim grbom Hrvatske. Osim po kapi grenadiri su se razlikovali i po tome što su imali uprtače (ukrižena dva remena), dok su fiziliri imali opasač. 
"Medvedova capa" je simbol koji se nalazi na krajevima rukava surke, a označava odnos snaga Napoleona i Varaždinske građanske garde. Šest vodoravnih pruga označava jedinice Napoleonove vojske, dok jedna okomita označava jedinicu Varaždinske građanske garde. Upravo zbog toga što je Varaždinska građanska garda namašila Napoleonove snage, ovaj simbol je uvršten na samu odoru.
Kapa je posebna po tome što je izrađena od pravog medvjeđeg krzna i ima upečatljivo pero na svom završetku, međutim danas se kapa izrađuje od umjetnog krzna. 
Odore pripadnika Varaždinske građanske garde podijeljene su u tri kategorije :
- Časničke odore
- Dočasničke odore
- Gardističke odore

## Vanjske poveznice
- Službene stranice Varaždinske građanske garde